# 第102独立領土防衛旅団 (ウクライナ領土防衛隊)
第102独立領土防衛旅団（だい102どくりつりょうどぼうえいりょだん、ウクライナ語: 102-га окрема бригада територіальної оборони）は、ウクライナ領土防衛隊の旅団。西部作戦管区隷下。

## 概要

### ドンバス戦争

イヴァーノ＝フランキーウシク州旗

2018年1月30日、ドンバス戦争の影響に伴い、ウクライナ領土防衛隊の動員が開始され、イヴァーノ＝フランキーウシク州で創設された。

### ロシアのウクライナ侵攻

#### 東部・北ドネツク戦線

第102旅団旗

2022年9月、ロシアのウクライナ侵攻で東部ドネツィク州クラマトルシク地区に配備され、リマン方面に展開した。

#### 南部・ザポリージャ戦線

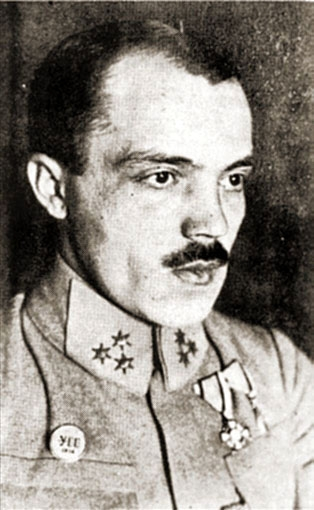
ドミトロ・ヴィトウスキー

2022年12月、南部ザポリージャ州ポロヒー地区に再配置され、フリャイポレ方面に展開した。
2024年10月5日、ウォロディミル・ゼレンスキー大統領より、勇気と勇敢さに対する栄誉賞を授与された。

## 編制
- 旅団司令部（イヴァーノ＝フランキーウシク）
- 第74独立領土防衛大隊（ヤブルニウ）
- 第75独立領土防衛大隊（リセツ）
- 第76独立領土防衛大隊（ナドヴィルナ）
- 第77独立領土防衛大隊（フヴィズデツ）
- 第78独立領土防衛大隊（イヴァーノ＝フランキーウシク）
- 第79独立領土防衛大隊（カルーシュ）
- 第209独立領土防衛大隊（ベルホヴィナ）

- 火力支援中隊
- 迫撃砲中隊
- 対破壊工作中隊
- 戦闘・後方支援隊
- 衛生隊